# X-COM: Terror from the Deep
X-COM: Terror from the Deep là một trò chơi chiến lược được MicroProse phát triển và xuất bản cho máy tính cá nhân vào năm 1995 và cho PlayStation năm 1996. Đây là phần tiếp theo của UFO: Enemy Unknown (X-COM: UFO Defense) và trò chơi thứ hai của loạt trò chơi X-COM, lần này tham gia chiến tranh chống lại cuộc xâm lăng mới của người ngoài hành tinh tấn công vào đại dương của Trái Đất.